# Psucie monety
Psucie monety – w ścisłym znaczeniu tego sformułowania to obniżanie zawartości szlachetnego kruszcu w monecie i zmniejszanie jej ciężaru.
Zjawisko to było bezpośrednio związane z pieniądzem kruszcowym, bitym przez państwowe mennice, na których odbita pieczęć (najczęściej władcy) miała gwarantować odpowiednią zawartość kruszcu w monecie. Ponieważ jednak wartość była denominowana przez władcę (np. 1 floren), to o wartości monety decydował nominał, a nie zawartość kruszcu. Dlatego też starano się odzyskiwać część kruszcu użytego do wyrobu monety, najczęściej poprzez skrawanie jego krawędzi. Taka moneta miała taką samą wartość nominalną (wybitą na awersie), jednak osoba psująca monetę odzyskiwała część kruszcu, która również miała swoją wartość.
Mennice zabezpieczały się do pewnego stopnia przed tym procederem w ten sposób, że bite monety posiadały znamiona na krawędziach (np. w postaci „ząbków”), które ujawniłyby każdą próbę skrawania brzegu monety. Wiele współczesnych monet do dziś posiada takie znamiona na krawędziach, będące pozostałością dawnych zabezpieczeń przed psuciem pieniądza. 
Znamiona na rancie zostały wprowadzone przez Isaaca Newtona, który w latach 1696-1701 był zarządcą Mennicy Królewskiej w Londynie.
Można też mówić o psuciu pieniądza w sytuacji podejmowania decyzji makroekonomicznych  powodujących znaczny spadek siły nabywczej pieniądza (inflacja).